# Meridiana Kamen Team/Saison 2013
Dieser Artikel listet Erfolge und Fahrer des Radsportteams Meridiana Kamen in der Saison 2013 auf.

## Erfolge

### Erfolge in der UCI Europe Tour
In den Rennen der Saison 2013 der UCI Europe Tour gelangen die nachstehenden Erfolge.
| Datum             | Rennen                                      | Kat. | Fahrer           |
| ----------------- | ------------------------------------------- | ---- | ---------------- |
| 16. März          | 2. Etappe Istrian Spring Trophy             | 2.2  | Patrik Sinkewitz |
| 5. September      | 1. Etappe Settimana Ciclistica Lombarda     | 2.1  | Patrik Sinkewitz |
| 6. September      | 2. Etappe Settimana Ciclistica Lombarda     | 2.1  | Patrik Sinkewitz |
| 5. – 7. September | Gesamtwertung Settimana Ciclistica Lombarda | 2.1  | Patrik Sinkewitz |

## Abgänge – Zugänge
| Zugänge             | Team 2012             | Abgänge             | Team 2013            |
| ------------------- | --------------------- | ------------------- | -------------------- |
| Massimo Demarin     | Loborika Favorit Team | Davide Rebellin     | CCC Polsat Polkowice |
| Antonio Testa       | Team Nippo            | Maurizio Biondo     | Unbekannt            |
| Emanuel Kišerlovski | Close2-Carrera-Giesse | Blaž Bonča          | Unbekannt            |
| Marko Herceg        | Neoprofi              | Roberto Cesaro      | Unbekannt            |
|                     |                       | Mariano Giallorenzo | Unbekannt            |
|                     |                       | Bruno Radotić       | Unbekannt            |

## Mannschaft
| Name                | Geburtstag        | Nationalität |
| ------------------- | ----------------- | ------------ |
| Massimo Demarin     | 25. August 1979   | Kroatien     |
| Alberto Di Lorenzo  | 22. April 1982    | Italien      |
| Luka Grubić         | 9. August 1989    | Kroatien     |
| Marko Herceg        | 30. April 1994    | Kroatien     |
| Alen Ivancec        | 4. Juni 1991      | Kroatien     |
| Marko Ivančić       | 24. Dezember 1989 | Kroatien     |
| Emanuel Kišerlovski | 3. August 1984    | Kroatien     |
| Pavel Potočki       | 25. Dezember 1993 | Kroatien     |
| Enrico Rossi        | 5. Mai 1982       | Italien      |
| Patrik Sinkewitz    | 20. Oktober 1980  | Deutschland  |
| Endi Širol          | 20. Juni 1992     | Kroatien     |
| Luka Sprajc         | 12. Juli 1991     | Kroatien     |
| Antonio Testa       | 5. Mai 1984       | Italien      |